# فوروهاشی سوزائمون
فوروهاشی سوزائمون (به ژاپنی: 古橋 惣左衛門 Furuhashi Sōzaemon)؛ یک سامورایی ژاپنی در اوایل دوره ادو بود. به دلیل مهارتش در شمشیرزنی مشهور است.
سوزائمون، همراه با ترائو ماگونوجو، و برادر کوچکترش ترائو موتومنوسوکه، سه جانشین میاموتو موساشی افسانه‌ای بود. پس از مرگ اربابشان، سوزائمون گورین نو شو (کتاب پنج حلقه) ماگونوجو (که توسط موساشی داده شده بود) را برای چند روز به امانت گرفت و در آن نسخه ای از این کتاب تهیه کرد و به دستور او به دایمیو هوسوکاوا میتسوهیسا داد.
خود فوروهاشی نیز نسخه دیگری از این کتاب را تهیه کرد که بعداً به شاگردانش منتقل شد که به نام ایهون گورین نو شو نامگذاری شد. نسخه زیر با این اعلان به پایان می‌رسد:
- دوازدهم ماه پنجم سال دوم شوهو ۱۶۴۵
- شینمن موساشی نو کامی گنشین
- برای ترائو ماگونوجو
- برای فوروهاشی سوزائمون

به‌طور کلی، در پایان، می‌دانیم که اگر سوزائمون آن را به دستور استادش کپی نمی‌کرد، تا امروز مردم توانایی خواندن گورین نو شو را نداشتند. با توجه به این واقعیت، سوزائمون تا حد زیادی مسئول شهرت کار موساشی است.